# Trichosalpinx tantilla
Trichosalpinx tantilla är en orkidéart som först beskrevs av Carlyle August Luer, och fick sitt nu gällande namn av Carlyle August Luer. Trichosalpinx tantilla ingår i släktet Trichosalpinx och familjen orkidéer.
Artens utbredningsområde är Panamá. Inga underarter finns listade i Catalogue of Life.